# Jörg Hartmann e Lothar Schleusener
Jörg Hartmann (Berlino, 27 ottobre 1955 – Berlino, 14 marzo 1966) e  
Lothar Schleusener (Berlino, 14 gennaio 1953 – Berlino, 14 marzo 1966) sono, rispettivamente con 10 e 13 anni, le due persone più giovani uccise al Muro di Berlino tramite armi da fuoco in quanto fuggitivi.

## Storia
I due amici, la sera del 14 marzo 1966, si trovarono nella colonia di orti privati Sorgenfrei (senza pensieri) nella parte settentrionale del distretto di Treptow di Berlino Est. Jörg, che assieme ai suoi fratelli viveva presso la nonna a Berlino Est, volle raggiungere il proprio padre che abitava a Berlino Ovest. Si presume che Lothar volesse accompagnarlo. I due ragazzini intendevano giungere all'ovest strisciando all'interno del tubo nel quale il minuscolo torrente Heidekampgraben passava sotto la fortificazione. Quando i militari di guardia appartenenti alle truppe di confine della DDR scoprirono i due bambini, aprirono il fuoco, nonostante le disposizioni sull'uso delle armi da fuoco al confine della DDR vietassero espressamente l'uso delle armi contro i bambini. Jörg venne colpito ripetutamente alla testa e morì immediatamente. Lothar fu ferito gravemente e morì dopo alcune ore a causa delle ferite riportate.
In seguito il Ministero per la Sicurezza dello Stato (la Stasi) tentò di occultare la vicenda: i cadaveri dei due bambini vennero cremati a Baumschulenweg e alla famiglia di Jörg si fece sapere che il ragazzino sarebbe annegato in un lago nei pressi di Treptow mentre alla madre di Lothar che suo figlio fosse morto folgorato nei pressi di Lipsia.

I due soldati di confine, Siegfried B. e Paul P., nonostante la loro violazione alla disposizione in vigore sull'uso delle armi da fuoco non vennero puniti nella DDR ma anzi vennero invitati ad un ricevimento presso il comandante della NVA di Berlino Est dove vennero premiati. Solo sette anni dopo la fine della DDR Siegfried B. - che nel 1966 era stato il responsabile del turno - venne condannato davanti al tribunale regionale di Berlino a una pena detentiva di 20 mesi, sospesa con la condizionale mentre Paul P. all'epoca del processo era già deceduto. Non è stata aperta l'istruttoria contro i superiori dei due soldati.

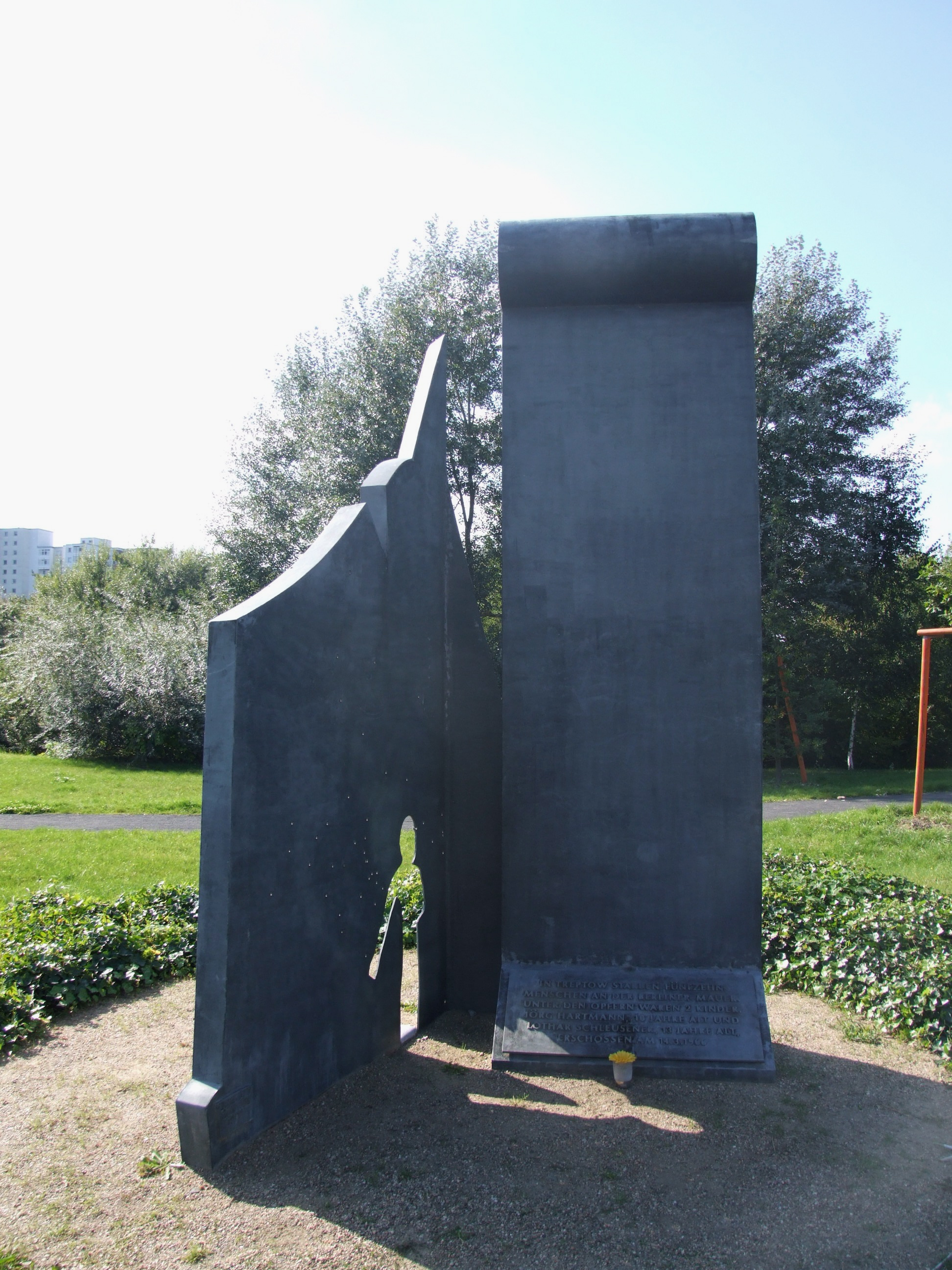
Memoriale per le vittime del Muro a Treptow

Su iniziativa del consiglio distrettuale di Treptow nel 1999 venne eretto un monumento alla memoria delle 15 persone che nel distretto erano morte nel tentativo di attraversare il muro. Il memoriale venne creato dagli scultori Rüdiger Roehl e Jan Skuin e venne posato all'altezza del civico 333 della via Kiefholzstraße nel luogo di uccisione dei due bambini. L'iscrizione della lapide ai piedi del memoriale dice, tradotto in italiano: «A Treptow 15 persone sono morte al Muro di Berlino. Tra le vittime erano due bambini. Jörg Hartmann, di 10 anni, e Lothar Schleusener, di 13 anni, uccisi a colpi di armi da fuoco il 14/3/1966.».

## Influenza culturale

### Film documentario
- Simone Warias; Friedrich Herkt: Geboren 1955 – Erschossen 1966 (Nato nel 1955 – ucciso nel 1966), da parte della TV pubblica regionale Mitteldeutscher Rundfunk, 2001